# Cuterebra funebris
Cuterebra funebris är en tvåvingeart som först beskrevs av Austen 1895.  Cuterebra funebris ingår i släktet Cuterebra och familjen styngflugor. Inga underarter finns listade i Catalogue of Life.